# Vellai
Vellai (Velai in veneto) è una frazione di Feltre.

## Geografia fisica
Vellai è composto da un centro di dimensioni esigue circondato da una vasta area coltivata dove si trovano anche altri piccoli agglomerati urbani sparsi. Il territorio di Vellai è identificabile tra la zona periferica di Feltre a ovest, con l'area pianeggiante della località Saluch e le località Case Bianche e Lipoi, il torrente Caorame a est; la strada statale 50 a sud e il colle di Cart a nord. 
Vicino Vellai passa il torrente Uniera. Nel territorio ci sono diverse zone umide, tra cui la Torbiera di Lipoi, dove prosperano numerose specie animali e vegetali.

## Origini del nome
Sull'origine del toponimo del paese vi sono molte incertezze. Esso può essere diviso in due parti, entrambe di origine etruscoide: "Vel", base probabilmente analoga al "Fel" di Feltre, intendendola come nome proprio, e "-ai", suffisso tipico della zona del Feltrino. Si può di conseguenza supporre che il primo nucleo del paese fosse un gruppo di case costruite attorno alla preesistente dimora di un uomo di nome Vel.
Nel medioevo si cita il paese come "Vellajo", ma in un testamento datato 1610, viene già segnato come "Vellai". In una mappa del 1798, nello specifico riguardante i possedimenti della famiglia Milanese, è tuttavia indicato come "Velai": è possibile che si tratti di un errore di trascrizione, dovuto all'assenza del raddoppio consonantico presente nel dialetto locale.
Secondo la credenza popolare, non filologicamente attendibile, il nome di Vellai deriverebbe da "vello", ossia il manto di lana che ricopre gli ovini.

## Storia

### Antichità e Medioevo
Molte poche sono le notizie del paese nell'antichità, e per la maggior parte mitico-leggendarie. Probabilmente il suo sviluppo fu dovuto alla vicinanza con la Feltria-Bellunum, strada romana che, passando per il vicino paese di Cart, univa i due principali centri abitati della Valbelluna. Il legame di Vellai con il mondo romano è testimoniato anche dalla stretta strada che collega l'abitato con il viale di Cart, chiamata "la Romanella". Questo nome probabilmente deriva dal ritrovamento di reperti antichi nella zona, nella fattispecie di un'urna funeraria, anche se questo particolare si basa più su aspetti leggendari che su elementi storici fondati.
Poco prima della caduta dell'Impero Romano, nel 451, così come molte zone dell'area Padana, anche il Feltrino subì le invasioni di Attila e degli Unni, e si fa risalire a questo periodo la località Case Bianche, fondata, come vuole la leggenda, dagli abitanti di Feltre che cercavano rifugio in luoghi più isolati.
Le vicende di Vellai nel Medioevo si articolano attorno al Castello di Pezzol. La costruzione non era situata vicino al nucleo centrale del paese, bensì a ridosso del torrente Caorame. Secondo lo storico feltrino Antonio Vecellio, la caratteristica principale del forte era la alta torre del mastio. Il castello era di proprietà della famiglia Pezzolo, che cadde in povertà in seguito al fallimento di una congiura architettata da uno dei suoi membri ai danni del vescovo serenese Adalgerio Villalta, nel 1265. In seguito a questo avvenimento, il castello si avviò verso un lento declino, e finì col diventare una semplice abitazione privata. Le ultime tracce della costruzione vennero eliminate nel 1421, quando la Serenissima Repubblica di Venezia, diventata dominatrice della zona nel 1404, emanò una legge riguardo all'abbattimento dei castelli privati sul suo territorio, ritenuti pericolosi per la sua supremazia.
Anche a Vellai era attivo un sistema feudale: il governante era costituito dal vescovo della città di Feltre che, in qualità di conte, poteva conferire ai propri feudatari territori e diritti, che potevano essere di tre tipi diversi. Il primo concerneva il godimento, da parte di uomini del paese, di terre montane a ragione vescovile, il secondo era lo ius di marighezza, ovvero di gastaldato e il terzo lo ius decimandi, ovvero il diritto di decima.

### Sotto la Repubblica di Venezia
Come il resto del Feltrino, il territorio del paese finì sotto la dominazione della Serenissima nel 1404.
In questo periodo, assieme a Cart, Vellai faceva parte della parrocchia del vicino paese di Zermen. È proprio al XVI secolo che appartengono i primi documenti che testimoniano l'esistenza di una chiesa dedicata al culto di Sant'Agata, anche se probabilmente un edificio ad uso religioso esisteva in loco già da diversi secoli. La chiesa appare in un estimo del 1559, dove figura come titolare di alcune piccole proprietà fondiarie, ma non in quello del 1520, quindi si può supporre che la sua costruzione risalga a questo lasso di tempo. Di essa è rimasto ben poco, dato che venne demolita a metà Ottocento per fare spazio a quella attuale. 
Allo stesso periodo risalgono le prime testimonianze riguardo alla chiesetta di Pezzol, dedicata ai Santi Lorenzo e Marcello, edificata con molta probabilità in prossimità dell'antico omonimo castello e ricostruita dopo le distruzioni di inizio Cinquecento, causate dalla Lega di Cambrai.
Con Cart, Vellai fu sede di un sistema regoliero. Nonostante si possa supporre che ciò abbia radici più antiche, è del 1520 uno dei primi documenti che lo testimonia (seppur indirettamente, infatti è citata la sola località di Saluch).
Nel 1667 gli abitanti di Vellai e Cart furono chiamati a contribuire alle spese di restauro del campanile di Zermen. Nonostante i due paesi fossero sotto la sua parrocchia, la richiesta venne accolta con ostilità, poiché ognuno dei tre centri abitati doveva arrangiarsi nelle spese di mantenimento dei propri luoghi di culto; la richiesta fu di conseguenza ritirata, ma tra Cart e Vellai da una parte, e Zermen dall'altra, rimase un clima freddo per tutti i secoli successivi.
Il 12 maggio 1797 cadde la Repubblica di Venezia ad opera di Napoleone e nell'ottobre dello stesso anno i nuovi dominanti francesi giunsero anche nel Feltrino. Tutti gli edifici religiosi furono obbligati a fare un prestito forzoso alla nuova autorità, pari al valore delle loro proprietà immobiliari più il 5% di interessi. Per la chiesa di Vellai, il valore totale calcolato fu di 2524 lire e 16 soldi.

### Ottocento
Nel panorama delle molteplici dominazioni conseguenti alla caduta della Serenissima, nel 1806 venne abolita la regola vigente ancora dal medioevo, il cui potere venne trasferito ai nuovi comuni appena costituiti. Il 4 aprile 1816, con gli austriaci regnanti, venne istituito il nuovo comune di Zermen, e Vellai ricadde nel suo territorio. Quando il 23 agosto 1820 andò a fuoco la casa dove il vicario soggiornava, la regia delegazione provinciale intervenne nei confronti delle autorità ecclesiastiche per sollecitare la costruzione di una nuova canonica. Il parroco infatti fino ad allora non aveva mai avuto fissa dimora, e doveva provvedere egli stesso a trovare alloggio, quasi sempre tra Vellai e Cart. L'edificazione della nuova canonica venne pianificata di fianco alla chiesa di San Dionisio a Zermen, sede parrocchiale, ma non vedrà la luce e all'uopo verranno utilizzati i locali privati di Don Uberto Fabris. In quegli anni la deputazione comunale, dato che i tre paesi erano riuniti sotto un'unica parrocchia, decise la costruzione di un cimitero unificato. Si scelse come area la zona denominata Commun della Lovera, situata a sud del nucleo principale di Vellai e a nord del torrente Uniera. Il nuovo camposanto venne inaugurato da Don Uberto il 2 novembre 1831, ma fu abbandonato già nel 1837, sia per l'inadeguatezza della terra, che non permetteva una regolare decomposizione dei cadaveri, sia per le dispute campanilistiche degli abitanti di Zermen e Cart, che non volevano che i loro morti fossero sepolti così lontano dai loro paesi. L'area rimase vuota per dei decenni, fino a quando non andò definendosi un piccolo agglomerato urbano che, in memoria dei defunti che lì erano stati seppelliti, prese il nome di Borgo Santo.
Il 1840 fu un anno importante, poiché a Vellai si spostò la sede parrocchiale, su iniziativa del vescovo Antonio Gava. I presupposti c'erano tutti: la preponderanza demografica rispetto a Zermen, la centralità delle strutture preesistenti, la disponibilità di un luogo da adibire a canonica e l'idea, nascente in quegli anni, della costruzione di una nuova e più capiente chiesa.
Risale al 1843 l'ultima notizia riguardo allo ius decimandi in Vellai: questo testimonia che il sistema feudale era qui sopravvissuto per circa quarant'anni dopo la sua abolizione da parte di Napoleone nel 1806.
Nel 1848, dopo circa un decennio dalla chiusura del cimitero unificato, si decise di edificarne uno nuovo, e si scelse l'area di Caraja, a occidente dell'abitato principale, dove tuttora vengono sepolti i defunti di Vellai e Cart. Pochi anni dopo iniziò effettivamente la costruzione della nuova chiesa dedicata a Sant'Agata, che si protrasse dal 1854 al 1857. L'organo della stessa fu messo in loco nel 1891, esigenza dettata dall'esponenziale crescita della cantoria, guidata in quegli anni dal maestro Giovanni Battista Dalla Gasperina, uomo di gran talento, lodato anche da Vittore Pilotto, fratello del ben più noto drammaturgo Libero Pilotto.
Tutte le costruzioni precedenti avevano gravato sulle finanze del comune di Zermen, che aveva dovuto sopportare anche ingenti spese straordinarie. Le casse comunali avrebbero potuto essere rimpinguate aumentando l'imposta fondiaria, ma si preferì accettare la proposta di unificazione con il comune di Feltre, avvenuta il 22 agosto 1857, al fine di ripartire le spese in un'area più ampia.

### Dal Novecento a oggi
Il nuovo secolo si aprì con un'azione goliardica perpetrata da alcuni abitanti di Vellai e Cart ai danni di quelli di Zermen: nel dicembre 1900 era prevista l'inaugurazione della nuova pala d'altare per la chiesa di San Dionisio, dato che la precedente di Cima da Conegliano era stata acquistata dallo stato italiano, e le campane suonavano a festa da parecchi giorni; alcuni vellaiesi, rubata al colono di Villa Rosada un'alta scala, si recarono in piena notte alla base del campanile di Zermen. Il loro obiettivo era rubare le campane, ma venne dato l'allarme quando gli avventori erano riusciti solo a segarne la cinghia di cuoio che le sosteneva al supporto. Questo avvenimento, figlio della storica inimicizia tra i due paesi, guastò in larga parte i rapporti tra gli abitanti, ma favorì il distaccamento di Zermen come sede parrocchiale autonoma, che però avvenne solo nel 1937.
Nel 1909 si aprì un altro importante periodo per la storia del paese, con l'apertura della colonia agricola per orfani ad opera di Don Giuseppe Bortolon. L'istituto, inizialmente situato nell'antica Villa Tomitano, si prefiggeva di dare un'istruzione agli orfani della Provincia e di avviarli così ad un lavoro manuale.
Risale poi al 1910 l'inizio della costruzione della scuola elementare, ora scuola dell'infanzia, che verrà intitolata ad Ida Pilotto dopo la morte della medesima. In precedenza le lezioni si tenevano al piano terra dell'angolo rivolto ad ovest di Villa Rosada, in precarie condizioni igienico-sanitarie.
Nel 1917, con la disfatta di Caporetto, il Feltrino venne invaso dalle truppe austroungariche. Gli ufficiali, il 28 gennaio 1918, ordinarono la requisizione delle campane e delle canne dell'organo della chiesa di Sant'Agata, per un peso complessivo di 322 chilogrammi, al fine di fonderle per ricavarne macchine da guerra. Esse furono sostituite nel 1920 da un trio di campane fuse dalla ditta bassanese di Pietro Colbacchini. 
Anche la seconda guerra mondiale colpì duramente Vellai. Molti paesani furono chiamati a combattere, e tutte le attività, nonostante la spinta ricevuta nel decennio precedente, subirono una notevole battuta d'arresto, per non dire che si fermarono. Un ulteriore punto di svantaggio fu la presenza di un campo base tedesco nel parco della Colonia nell'ultima fase della Guerra, quando tutta la provincia di Belluno venne annessa all'Alpenvorland dal Terzo Reich. Per questo motivo, nel suddetto luogo capita ancora oggi di rinvenire dei residuati bellici. Il 1º maggio 1945 i tedeschi vennero cacciati dagli americani che, dopo aver liberato il paese, si occuparono anche di aiutare la popolazione stremata a causa del lungo conflitto, ad esempio distribuendo pasti caldi e generi alimentari di vario tipo.
Conclusasi la guerra, fu forte la volontà di costruire un'associazione sportiva e ciò vide la luce molto rapidamente, principalmente ad opera di Almo Facchin. Egli, nel luglio del 1945, costituì la società Voluntas, che pochi anni dopo cambierà nome prima in A.C.Vellai,  poi in Polisportiva Dynamo e infine Unione Sportiva Dynamo. Fu proprio grazie all'importanza dell'associazione sportiva se nel 1982 il paese venne dotato di un moderno campo da calcio. 
Vellai mantiene uno stretto rapporto con la città di Kiskunfélegyháza, grazie all'amicizia tra Don Loris Susanetto, parroco del paese dal 1966 al 2007, e l'ex sindaco József Ficsór. A testimonianza di ciò, all'interno del Móra Ferenc Gimnázium vi è un dipinto che raffigura il parroco, la chiesa di Sant'Agata e un gruppo di sportivi intenti a partecipare a una corsa, probabilmente la Marciaverde. Fu proprio questo a permettere il gemellaggio della città ungherese con Feltre, avvenuto nel 2005.

## Monumenti e luoghi d'interesse
Chiesa di Sant'Agata

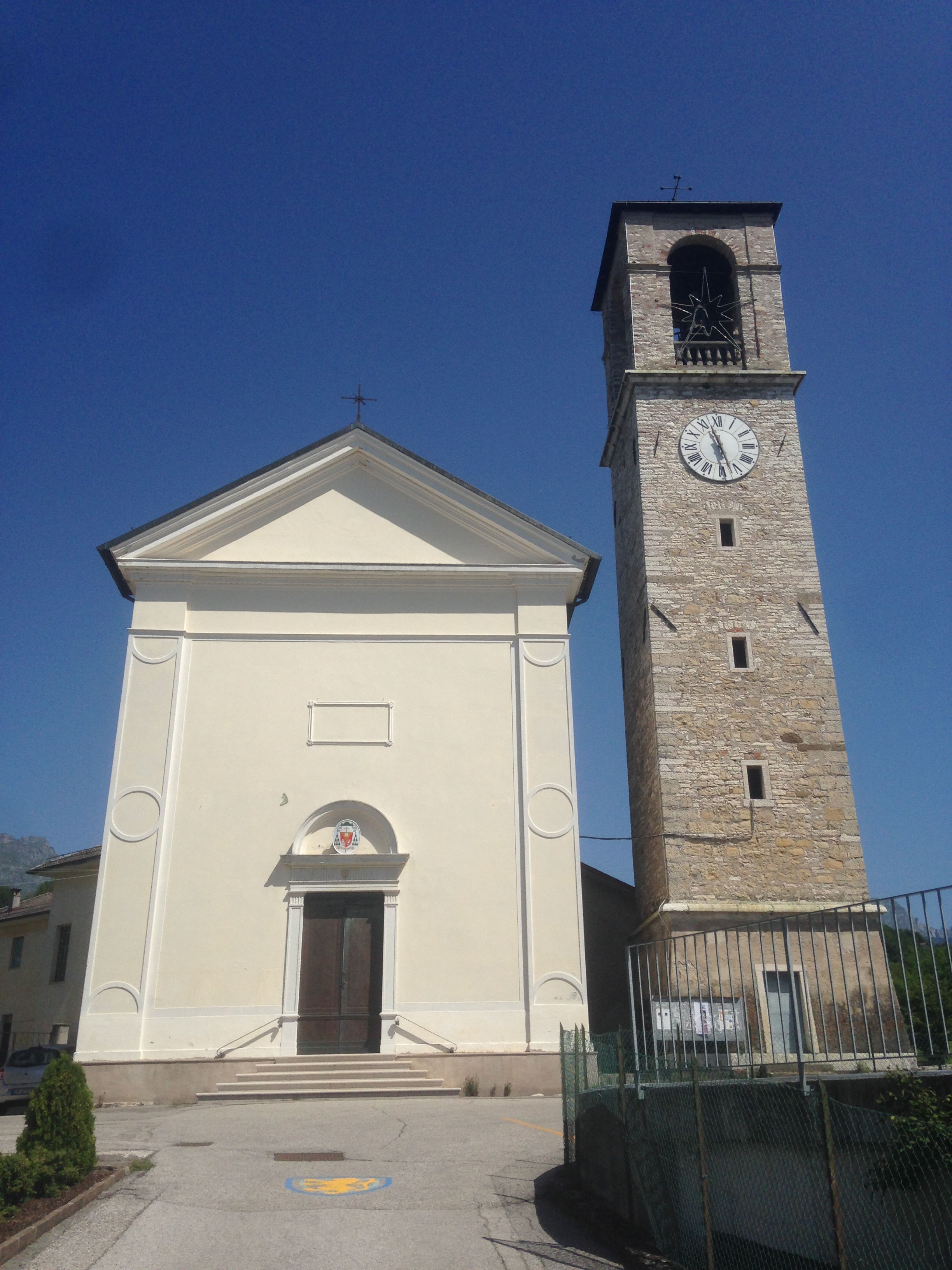
Facciata e campanile della chiesa di Sant'Agata.

La chiesa attuale fu edificata nel 1857. L'edificio antico venne visitato dal vescovo di Feltre Giacomo Rovellio nel 1588, e dobbiamo a lui le uniche informazioni che ci rimangono riguardo all'aspetto della struttura: la facciata era rivolta a ponente, l'altare era posto sotto una cappella a volta, dipinta, e sulla quale si trovava un'icona, di cui tuttavia non conosciamo il soggetto; nel complesso, la struttura doveva apparire sobria e semplice. Gli unici elementi che oggi la testimoniano sono l'acquasantiera, datata 1612, la pavimentazione a scacchi rossi e bianchi all'interno della sagrestia e i muri perimetrali esterni di quest'ultima, che danno un'idea dell'orientamento del vecchio edificio.  L'esterno dell'edificio che si può ammirare tuttora è molto semplice: la facciata, alta 16,70 metri, è a capanna e decorata con intonaco bianco; il resto dei muri perimetrali è tipicamente di stile alpino, con sassi a vista e calcestruzzo. Il campanile è alto 29,10 metri e riprende stilisticamente l'esterno della chiesa, con alla base uno zoccolo di pietre squadrate e una semplice canna di sassi. Nonostante all'inizio fosse prevista la costruzione di un tetto a cuspide, alla fine si rinunciò all'idea, poiché troppo dispendiosa. Anche l'interno è molto sobrio, e consta di un'unica navata, in cui, presso la metà, vi sono due pregevoli statue lignee raffiguranti Gesù Cristo e la Madonna.  Nell'abside si trovano due pale d'altare: una raffigurante la Madonna in trono, la patrona Sant'Agata e la compatrona Santa Lucia, l'altra San Giovanni Battista, realizzata da Carlotta Rossi Cesari nel XIX secolo, e riprendente un particolare di un dipinto di Palma il Vecchio. L'organo, installato nel coro della chiesa, venne posizionato in loco nel 1891, ad opera della ditta dei fratelli Giacobbi di Bassano del Grappa. Esso venne restaurato nel 1973, con la sostituzione del mantice a innesco umano con uno elettrificato. 
Villa Tomitano
È una delle più antiche dell'intero feltrino e la più antica in assoluto di Vellai. Probabilmente fu costruita verso la metà del XV secolo, all'indomani dell'azione di demolizione dei castelli veneti ad opera della Serenissima. Daniello Tomitano, studioso e umanista appassionato di arte e storia vissuto a cavallo tra il XVI e il XVII secolo, fece di essa la sede di esposizione della sua collezione di reperti archeologici romani, ora non più ivi presente, e distribuita tra il Museo Civico di Feltre e Villa Tauro in località Centenère, nel comune di Cesiomaggiore. Egli stesso fece ristrutturare ed ampliare la villa e addirittura commissionò una serie di affreschi, ancora visibili, per corredare i suoi preziosi reperti.  La villa nel 1920 venne acquistata dall'Opera Don Guanella, che la convertì in orfanotrofio, convitto e scuola elementare, ma perse questa funzione negli anni '60 con la costruzione del nuovo plesso scolastico e fu così totalmente abbandonata. Arrivata nel nuovo millennio in condizioni pessime, fu salvata da un provvidenziale restauro, durato dal 2006 al 2008, che la riportò agli antichi splendori.
Villa Fabris

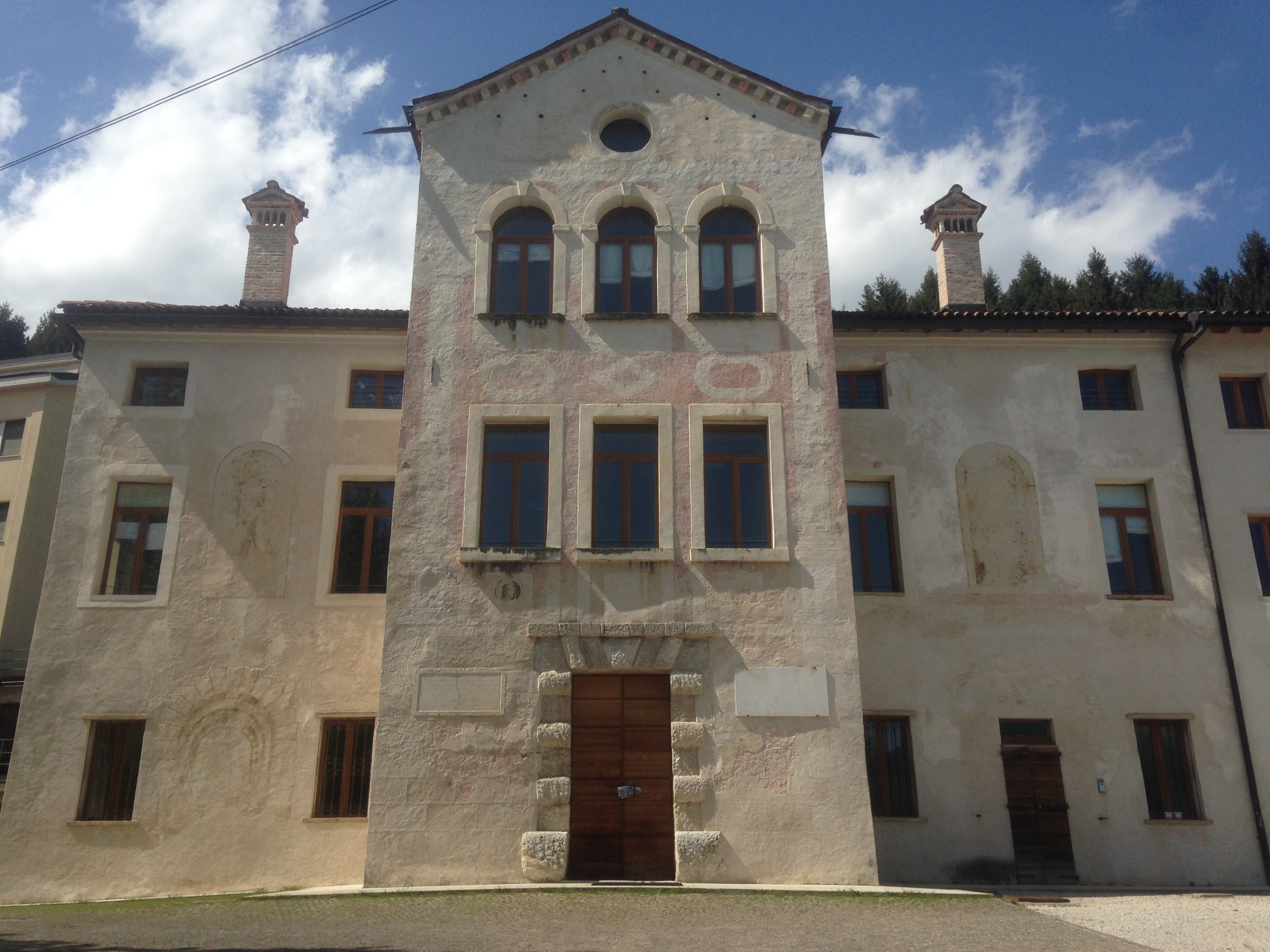
Villa Tomitano, così come appare oggi dopo il restauro terminato nel 2008.

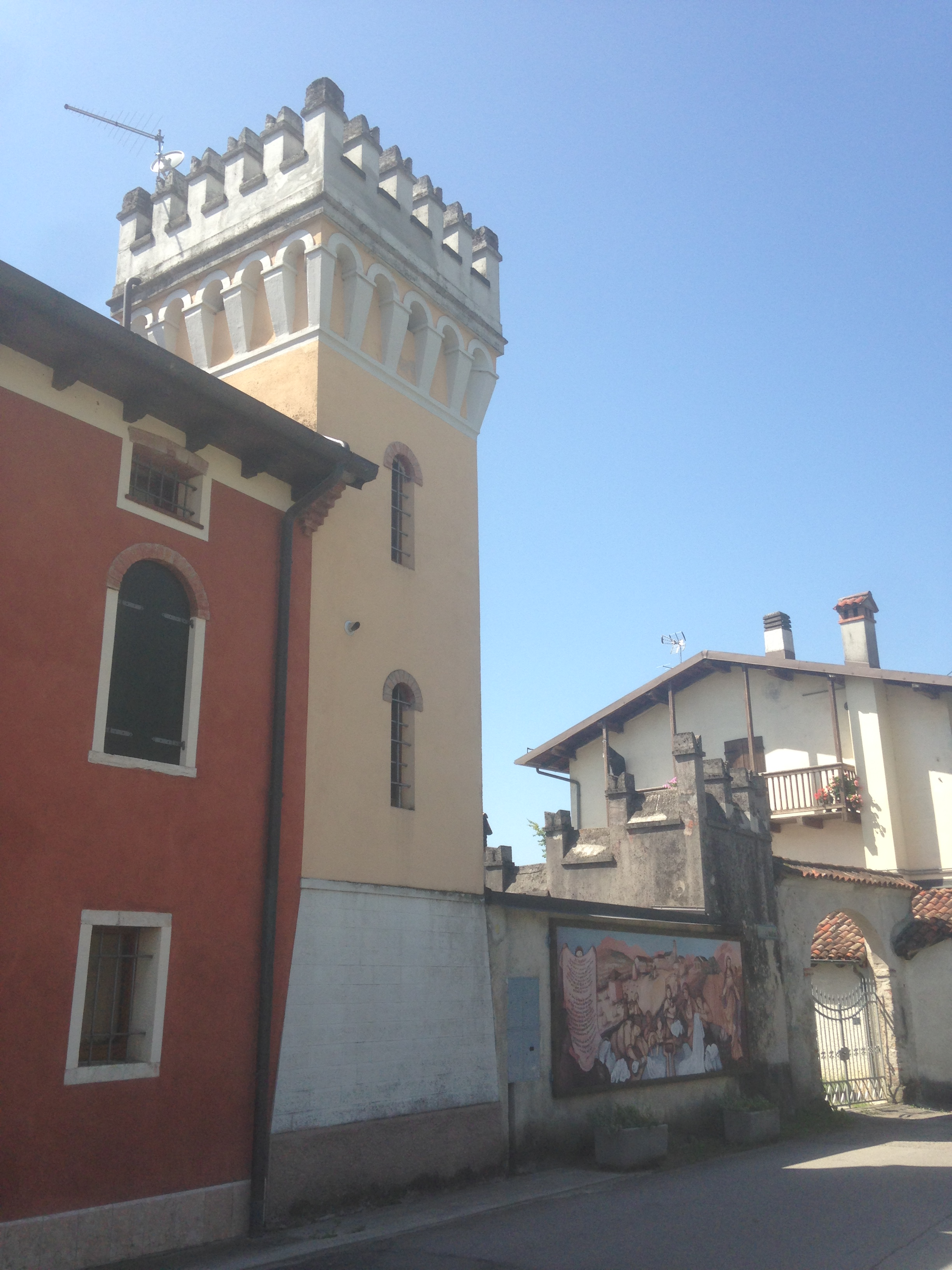
Vista della costruzione turrita, delle merlature e dell'ingresso di Villa Fabris.

Risalente al XVIII secolo, ha assunto l'aspetto attuale solo verso la fine degli anni venti, caratterizzando da allora il centro del paese. Il ramo nobile della famiglia si era estinto da parecchio tempo e quando il secondo ramo ottenne ufficialmente la nobiltà, vennero edificate la torre ed il muro merlato a sinistra dell'arco d'entrata.  Nel 2014 il suddetto muro venne corredato con un dipinto ad opera di Gianantonio Cecchin, raffigurante un estratto di vita del secolo scorso, con alcune donne facenti il bucato presso il vecchio lavatoio di Vellai.
Palazzo Dei-Rosada
Risale al XVI secolo. Fino all'inizio del XX secolo esso conservava una facciata in marmorino e dei resti di affreschi, quando il tutto venne ricoperto da intonaco. Chiamato nel corso del XIX secolo "El Palaz" per via del suo aspetto di casa cittadina, diede anche il nome alla salita che lo costeggia, che verrà in questo modo appellata "Riva del Dei". Ristrutturata sul finire del XX secolo, si trova oggi in uno stato di semi-abbandono.
Villa Bianco
Situata in località Pezzol, fu iniziata verso la metà del XVIII secolo e terminata nei primi anni del XIX. Sotto il suo territorio ricade la chiesetta intitolata ai Santi Lorenzo e Marcello, già presente in loco all'epoca della costruzione della villa, poiché risalente al Cinquecento. L'intero complesso è stato acquistato sul finire del secolo scorso dalla società Agricola Pezzol, che lo ha recuperato.
Monumento ai Caduti di Vellai-Cart

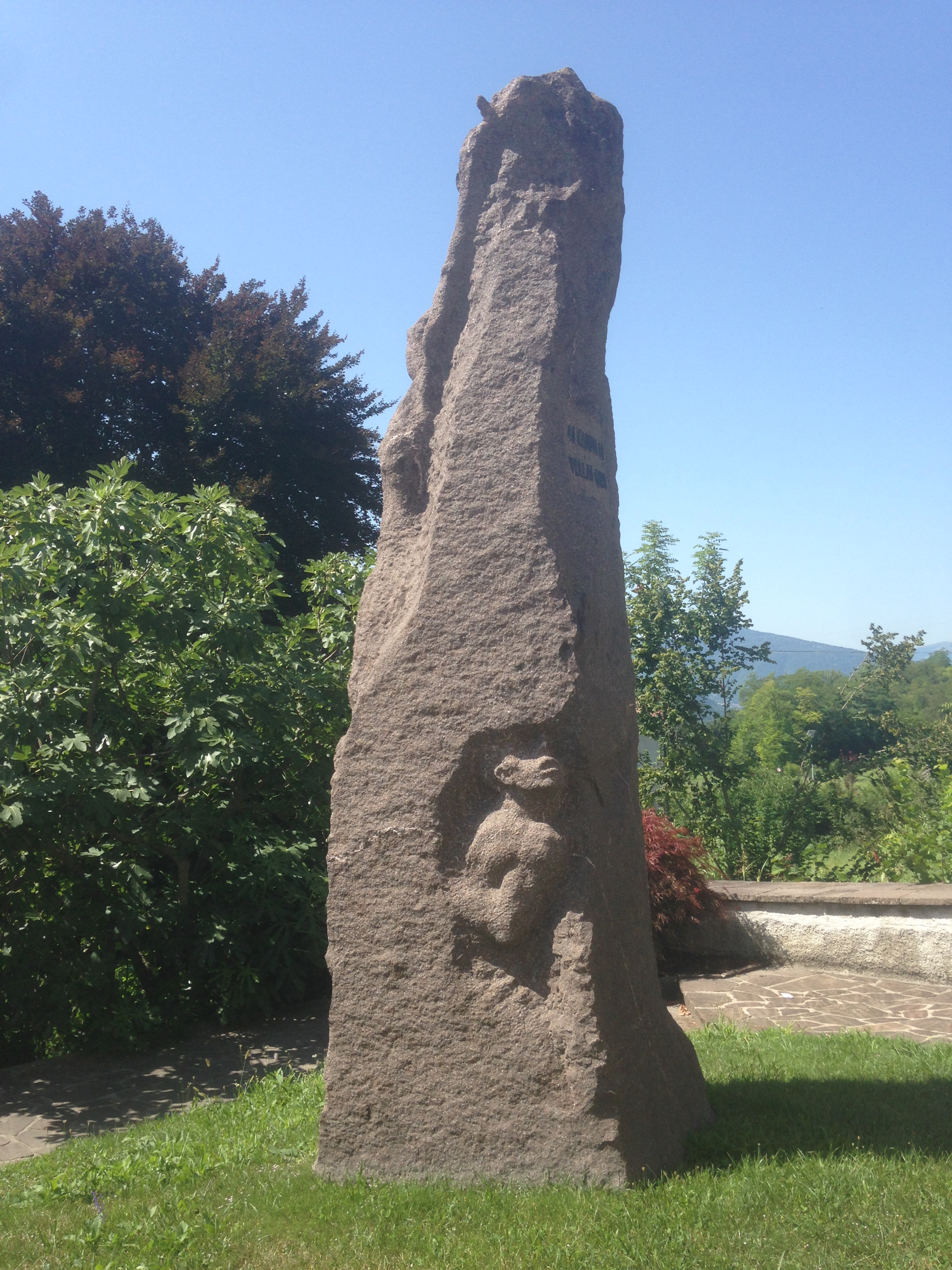
Monumento ai caduti di Vellai - Cart, scolpito nel 1975 da Antonio Bottegal.

Scolpito da Antonio Bottegal nel 1975, è un monolite di porfido rosso a forma di obelisco alto circa 4 metri, dal quale fuoriescono a sbalzo delle sagome umane. Sono elencati i caduti sia di Vellai che di Cart, morti nella prima e nella seconda Guerra mondiale.

## Cultura

### Istruzione
Scuole
Il centro abitato ospita l'I.I.S. Agrario "Antonio Della Lucia", fondato nel 1909 da Don Antonio Bortolon come centro di ricovero e istruzione per gli orfani della provincia. La Colonia fu affidata nel 1919 ai Servi della Carità di Milano che operavano sotto il nome di Luigi Guanella. A causa del numero sempre superiore di ragazzi nell'istituto, essi ritennero opportuna la costruzione di un nuovo complesso, che venne iniziata nel 1952 e portata a termine 10 anni dopo. L'edificio domina ancora oggi Vellai dall'alto, poiché di scala assolutamente sproporzionata rispetto al piccolo paese. L'istituto divenne a tutti gli effetti scuola superiore nel 1972, come filiale dell'istituto agrario di Castelfranco Veneto, ma nel 1982 ottenne l'autonomia. Nei primi anni duemila terminò anche l'avventura guanelliana, e l'istituto rimane tuttora l'unico del suo tipo in provincia e uno dei pochissimi in tutto il Veneto.
Musei
Il Museo dei Sogni, Memoria, Coscienza e Presepi, si trova al di fuori del paese, tra la località Borgosanto e quella di Casonetto, sulla Strada Statale 50. Il museo è nato nel 1998 per volontà di ragazzi e operatori della Comunità per minori in difficoltà “Villa San Francesco” di Facen di Pedavena. Il complesso museale si prefigge di raccogliere testimonianze da ogni parte di mondo per raccontare di come tutti gli esseri umani, per quanto distanti, siano collegati dal medesimo destino. Tra i pezzi più particolari delle numerose collezioni, vi è una tegola proveniente da Hiroshima, donata dal Museo della Pace, testimone del bombardamento nucleare dell'8 agosto 1945, unico esemplare custodito al di fuori del Giappone. Vanta anche oltre 2000 presepi provenienti da 149 paesi diversi, e un reale vagone merci del 1929, posizionato su rotaie; venne utilizzato per le deportazioni durante la seconda Guerra mondiale e ne contiene testimonianze, oltre che di emigrazione.

### Eventi
- Festa di Sant'Agata, celebrata il 5 febbraio. La festività in onore della patrona del paese viene annunciata alcuni giorni prima dal campanò, una serie di particolari rintocchi che vanno a formare una cantilena, provenienti dal campanile.
- Brusa la vecia. Tradizione di antichissima data, che si tiene a inizio marzo. Un fantoccio a guisa di vecchia, simboleggiante l'anno passato, viene issato in cima ad una catasta di legna e poi incendiato, rappresentando una speranza per il futuro.
- Sagra di Vellai. È una tipica sagra paesana, che si tiene senza una data fissa per due fine settimana attorno alla metà di luglio. Nata nei primi anni settanta, viene organizzata dalla U.S.Dynamo, e per questo motivo nella sua durata si tengono anche tornei di calcio.
- Marciaverde. La sua nascita è analoga alla sagra di Vellai, e per questo si tiene durante il suo corso. La prima edizione risale al 1974, e si tratta di una gara non competitiva tra le colline di Vellai e Cart.
- Festa di Santa Lucia. In onore della compatrona, non viene celebrata ormai da tempo, ma nell'esecuzione non era per nulla dissimile a quella di Sant'Agata. Si teneva il 13 dicembre.